# Gåstjärnen (Byske socken, Västerbotten, 723275-173673)
Gåstjärnen är en sjö i Skellefteå kommun i Västerbotten och ingår i Byskeälvens huvudavrinningsområde.